# Punchline Studio
Das Punchline Studio (Eigenschreibweise punchline studio) ist ein deutsches Medienproduktionsunternehmen mit Sitz in Lahr/Schwarzwald. Die Produktionsfirma ist hauptsächlich in der Audio- und Filmbranche tätig und veröffentlichte mehrfach preisgekrönte Dokumentarfilme.

## Das Unternehmen
Das Unternehmen wurde im Jahr 2015 von den Brüdern Pirmin Styrnol und Maik Styrnol gegründet und arbeitete damals hauptsächlich im Audiobereich. Bereits zuvor hatten die Styrnol-Brüder gemeinsam an Medienproduktionen gearbeitet. Zu den ersten Veröffentlichungen des Brüderpaars zählte das Melodram-Album „tenebra“, welches die Stimme von Synchronsprecher Pirmin Styrnol mit der Musik von Filmmusik-Komponist Maik Styrnol verband. In der Folge produzierte das Punchline Studio mehrere Hörbücher und Filmmusik-Alben. Mittlerweile sind sowohl Pirmin Styrnol als auch Maik Styrnol zusätzlich als Film-Regisseure tätig.

## Filmproduktion
Im Jahr 2017 veröffentlichte das Punchline Studio gemeinsam mit dem Bamberger Journalisten Till Mayer erstmals eine eigene Kinodokumentation. Der Film Winter in Lviv feierte im Oktober 2017 Premiere und wurde auf mehr als 20 internationalen Filmfestivals ins Programm aufgenommen. Winter in Lviv erhielt zweimal die Auszeichnung Best Documentary, das dazugehörige multimediale Spendenprojekt zur Rettung einer ukrainischen Sozialstation wurde mit dem Coburger Medienpreis ausgezeichnet. Im Jahr 2018 produzierte das Punchline Studio ebenfalls mit Till Mayer die Dokumentation Für ein Lächeln..., welche im selben Jahr bei den Bamberger Kurzfilmtagen Premiere feierte. 2019 startete das Unternehmen außerdem die Produktion der Konzertfilm-Serie Live in Concert, welche im Juli desselben Jahres beim Streaminganbieter Amazon Prime Video veröffentlicht wurde. In der ersten 70-minütigen Folge begleitete das Filmteam die deutsche Rockband OIL bei einem Auftritt im Schlachthof Lahr.
Seit Sommer 2018 arbeitet das Punchline Studio zudem an der Kinodokumentation Heart and Soul, welche bereits lange vor der Veröffentlichung für ein breites Medienecho sorgte. Der Film behandelt die Karriere der ehemaligen süddeutschen Rockband Scaramouche. Im Mittelpunkt der Dokumentation steht die Frage nach dem Erfolg im Musikbusiness. In der Dokumentation kommen viele aktuelle und ehemalige Akteure der Musikindustrie zu Wort.
Im Januar 2020 produzierte das Punchline Studio alle Multimedia-Features zur Music&Stories-Tour der britischen Rockbands Uriah Heep, Nazareth und Wishbone Ash. Dabei zeichnete das Punchline Studio sowohl für den offiziellen Tour-Trailer als auch für alle Einspielfilme mit The-Sweet-Gitarrist Andy Scott sowie den Show-Opener verantwortlich.
Während der Corona-Pandemie im Jahr 2020 gründete das punchline studio gemeinsam mit der Lahrer Rockwerkstatt e.V. und dem Schlachthof Lahr Jugend & Kultur das WeLive Musikfestival zur Unterstützung der Kultur in der Corona-Krise. Das als zunächst sechsteilige Konzertfilm-Serie veröffentlichte Online-Festival setzte von der Corona-Krise betroffene Künstler aus Süddeutschland vor 10 Kameras im Schlachthof Lahr in Szene. Die erste Staffel erreichte auf Facebook weit über eine halbe Million Nutzer und wurde vom deutschen Rock&Pop-Preis für die Förderung der Rock- und Pop-Musik ausgezeichnet. Im Mai 2021 erhielten die Produzenten von WeLive zudem den renommierten Alternativen Medienpreis. Veranstaltet wurde das Festival vom gemeinnützigen Verein Lahrer Rockwerkstatt e.V., das punchline studio trat als Produzent auf. Zum Line Up der ersten Staffel zählten Dominik Büchele, Pervez Mody, OIL, Von Welt, No Authority und Qult. Regie führten die Brüder Maik Styrnol und Pirmin Styrnol selbst.

## Synchronisation
Neben der Produktion von Dokumentarfilmen ist das Punchline Studio in der Synchronisation von Filmen und Events tätig. So war Synchronsprecher Pirmin Styrnol im Jahr 2019 die Station Voice beim Finale der Miss Germany Wahl im Europapark Rust. Im Sommer 2018 eröffnete Styrnols Stimme alle Public-Viewing-Veranstaltungen im Europapark ebenso wie die Wahl zur „Miss WM“. Für die Fußball-Weltmeisterschaft 2018 in Russland war Pirmin Styrnol als „Stimme der Fußball-WM“ die Station Voice für alle Übertragungen der ARD. Styrnol war Off-Sprecher der fünfstündigen ARD-Dokumentation Die lange WM-Nacht und arbeitete zudem als Voice-Over-Sprecher der ARD-Dokumentation Unser Russland - Eine Städtereise zur Fußball-WM mit Udo Lielischkies und Palina Rojinski. Im Januar 2020 war er Trailer-Sprecher und Station Voice für die Music&Stories-Tour von Uriah Heep, Nazareth, Wishbone Ash und Andy Scott.

## Komposition und Abmischung
Ein weiteres Standbein des Unternehmens ist die Filmmusik. Komponist Maik Styrnol sich für eine Vielzahl von Veröffentlichungen verantwortlich. So komponierte er die Musik für den Festivalfilm Die Lage der Nation, welcher 2019 bei der Filmschau Baden-Württemberg Deutschlandpremiere feierte und produzierte den Soundtrack für das Theaterstück „In achtzig Tagen um die Welt“. Außerdem komponierte er Musik für verschiedene Radiofeatures der Kulturradiosender SWR2 und Ö1 sowie dem österreichischen Radioformat Momente des Sports. Ebenso schrieb Styrnol die Musik für die hauseigenen Filmproduktionen Winter in Lviv und Für ein Lächeln.... Er veröffentlichte bereits mehrere EPs und Singles. Maik Styrnol ist außerdem ausgebildeter Audio Engineer und in der Tonabmischung von Filmen und Musikproduktionen tätig.
Im April 2020 gründete Styrnol als Musikproduzent das "Project United" und vereinte während der Corona-Pandemie 70 Musiker aus zwölf Ländern im Song "Side By Side". Mit dem von Gert Endres komponierten und von Maik Styrnol produzierten Song rief das Project United für Spenden für die von Corona stark betroffene Hilfsorganisation Handicap International auf. Der öffentlich-rechtliche Radiosender SWR1 verlieh dem Projekt in seiner Kritik vom 19. April 2020 das "Prädikat: Besonders wertvoll", die SWR Landesschau erklärte Side By Side zu einer "Hymne für Zusammenhalt". Das dazugehörige Musikvideo wurde in TV-Sendern aus ganz Europa ausgestrahlt und lief mehrere Wochen in Rotationen verschiedener Radiosender.

## Sonstiges
Seit dem Jahr 2020 ist das Punchline Studio für die Pressearbeit der süddeutschen Rockband OIL verantwortlich.

## Preise und Auszeichnungen (Auswahl)

### Nominierungen
- 2013: Radiopreis der Erwachsenenbildung, Kategorie „Sendereihe“[58]
- 2014: Finalrunde Axel-Springer-Preis, Kategorie „Hörfunk“
- 2015: Civil Media Award, Kategorie "Entertainment & Arts"[59]
- 2014: Sportjournalistenpreis der Sports Media Austria, Kategorie „Radio“
- 2015: Pearl Awards der AIPS, Kategorie „Audio“
- 2015: Pearl Awards der AIPS, Kategorie „Journalistic Weblog“
- 2020: AIPS Awards, Kategorie "Video"[60]
- 2020: AIPS Awards, Kategorie "Writing"[61]

### Awards
- 2014: Sportjournalistenpreis der Sports Media Austria, Kategorie „Radio“[62]
- 2014: Radiopreis der Erwachsenenbildung, Kategorie „Information“[63]
- 2015: Sportjournalistenpreis der Sports Media Austria, Kategorie „Radio“
- 2015: Coburger Medienpreis, Kategorie „Schöpfung, national“[64]
- 2016: Der silberne Steigbügel, Kategorie „Olympia Vorberichterstattung“
- 2018: Filmpreis beim Porto7 International Short Film Festival, Kategorie „Best Documentary“
- 2018: Filmpreis beim REFF React Short Film Festival, 2018, Kategorie „Best Documentary“[65]
- 2018: Coburger Medienpreis, Kategorie „Wellenschläger, regional“[66]
- 2019: AIPS Award, Kategorie „Audio“[67][68]
- 2020: Deutscher Rock&Pop-Preis, Kategorie Förderung der Rock- und Popmusik[69]
- 2021: Alternativer Medienpreis, Kategorie "Vernetzung"[70]